# Комичар
Комичар је извођач који забавља публику засмејавајући их. Ово може бити остварено шалама или комичним ситуацијама, понашањем попут будале, као и другим, специјалним врстама извођења. У женском роду, ова професија има титулу комичарке, премда се и именица у мушком роду може применити на оба пола.